# Carl Langhammer (Maler)
Carl Langhammer (auch Karl Langhammer) (* 26. Juli 1868 in Berlin; † 1. Februar 1943 ebd.) war ein deutscher Maler und Illustrator.

## Leben
Langhammer studierte von 1885 bis 1892 Malerei in Berlin. Er war Meisterschüler von Eugen Bracht und unternahm Reisen nach Italien, Griechenland, Ungarn, Belgien, Holland und England. Schließlich setzte er seine Studien in Paris bei Jules-Joseph Lefebvre und Tony Robert-Fleury fort. Langhammer war in erster Linie als Landschaftsmaler aktiv.
Ab 1900 arbeitete er auch als Dekorationsmaler und als Illustrator für verschiedene Blätter, u. a. Le Monde Illustré und für den Ullstein-Verlag. 1911 wurde Langhammer zum Professor ernannt. Ab 1929 leitete er den Verein Berliner Künstler, dem er seit 1890 angehörte. Im Juni 1935 wurde er als Präsident des Vereins abgesetzt und 1937 trat er aus der Reichskulturkammer aus.

## Ehrungen
- 1909 Sächsische Staats-Medaille
- 1932 Ehren-Medaille der Kunstgemeinschaft Wien

## Ausstellungen
- 1928 Künstlergilde Berlin
- 1932 Glas-Palast Wien: Ausstellung des Vereins der Berliner Künstler in Wien